# Acaena tenera
Acaena tenera es una especie de planta del género Acaena, perteneciente a la familia Rosaceae.

## Taxonomía
Acaena tenera fue descrita por Albov en 1896.

## Distribución
Se encuentra en el territorio sur de Argentina y sur de Chile.